# Janalikot
Janalikot (nepalski: जनालीकोट) – gaun wikas samiti w zachodniej części Nepalu w strefie Seti w dystrykcie Achham. Według nepalskiego spisu powszechnego z 2011 roku liczył on 368 gospodarstw domowych i 1780 mieszkańców (1049 kobiet i 731 mężczyzn).